# Britiande
Britiande es una freguesia portuguesa del concelho de Lamego, con 5,39 km² de superficie y 1.015 habitantes (2001). Su densidad de población es de 188,3 hab/km².